# Cubry-lès-Faverney
Cubry-lès-Faverney est une commune française située dans le département de la Haute-Saône, la région culturelle et historique de Franche-Comté et la région administrative Bourgogne-Franche-Comté.

## Géographie
Situé à la croisée des D 52 et 54, Cubry est la plus à l'ouest des trois communes de la pointe sud du canton de Vauvillers, limitrophe du canton d'Amance. Le ruisseau des Canes traverse le territoire.

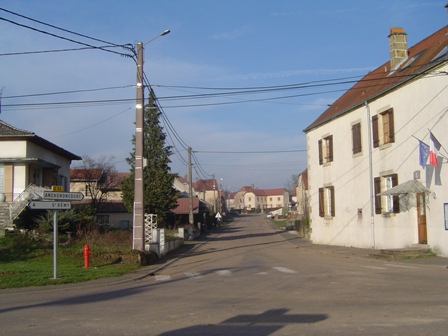
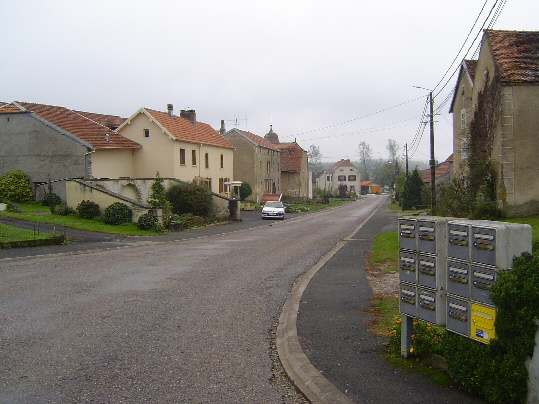

### Communes limitrophes
|        | Saint-Rémy-en-Comté |                          |
| Menoux | Cubry-lès-Faverney  | Bourguignon-lès-Conflans |
|        | Mersuay             |                          |

### Climat
Pour des articles plus généraux, voir Climat de la Bourgogne-Franche-Comté et Climat de la Haute-Saône.
En 2010, le climat de la commune est de type climat des marges montargnardes, selon une étude du Centre national de la recherche scientifique s'appuyant sur une série de données couvrant la période 1971-2000. En 2020, Météo-France publie une typologie des climats de la France métropolitaine dans laquelle la commune est exposée à un climat semi-continental et est dans la région climatique  Lorraine, plateau de Langres, Morvan, caractérisée par un hiver rude (1,5 °C), des vents modérés et des brouillards fréquents en automne et hiver. 
Pour la période 1971-2000, la température annuelle moyenne est de 10,1 °C, avec une amplitude thermique annuelle de 17,3 °C. Le cumul annuel moyen de précipitations est de 1 026 mm, avec 13 jours de précipitations en janvier et 9,9 jours en juillet. Pour la période 1991-2020, la température moyenne annuelle observée sur la station météorologique de Météo-France la plus proche, « Venisey », sur la commune de Venisey à 10 km à vol d'oiseau, est de 11,0 °C et le cumul annuel moyen de précipitations est de 850,7 mm. 
La température maximale relevée sur cette station est de 39,7 °C, atteinte le 25 juillet 2019 ; la température minimale est de −17,4 °C, atteinte le 30 décembre 2005,,. 
Les paramètres climatiques de la commune ont été estimés pour le milieu du siècle (2041-2070) selon différents scénarios d'émission de gaz à effet de serre à partir des nouvelles projections climatiques de référence DRIAS-2020. Ils sont consultables sur un site dédié publié par Météo-France en novembre 2022.

## Urbanisme

### Typologie
Au 1er janvier 2024, Cubry-lès-Faverney est catégorisée commune rurale à habitat dispersé, selon la nouvelle grille communale de densité à sept niveaux définie par l'Insee en 2022.
Elle est située hors unité urbaine. Par ailleurs la commune fait partie de l'aire d'attraction de Vesoul, dont elle est une commune de la couronne,. Cette aire, qui regroupe 158 communes, est catégorisée dans les aires de 50 000 à moins de 200 000 habitants,.

### Occupation des sols
L'occupation des sols de la commune, telle qu'elle ressort de la base de données européenne d’occupation biophysique des sols Corine Land Cover (CLC), est marquée par l'importance des territoires agricoles (56,3 % en 2018), en diminution par rapport à 1990 (62,4 %). La répartition détaillée en 2018 est la suivante : 
terres arables (40,4 %), forêts (29 %), zones agricoles hétérogènes (15,2 %), milieux à végétation arbustive et/ou herbacée (8,6 %), zones urbanisées (6,1 %), prairies (0,7 %). L'évolution de l’occupation des sols de la commune et de ses infrastructures peut être observée sur les différentes représentations cartographiques du territoire : la carte de Cassini (XVIIIe siècle), la carte d'état-major (1820-1866) et les cartes ou photos aériennes de l'IGN pour la période actuelle (1950 à aujourd'hui).

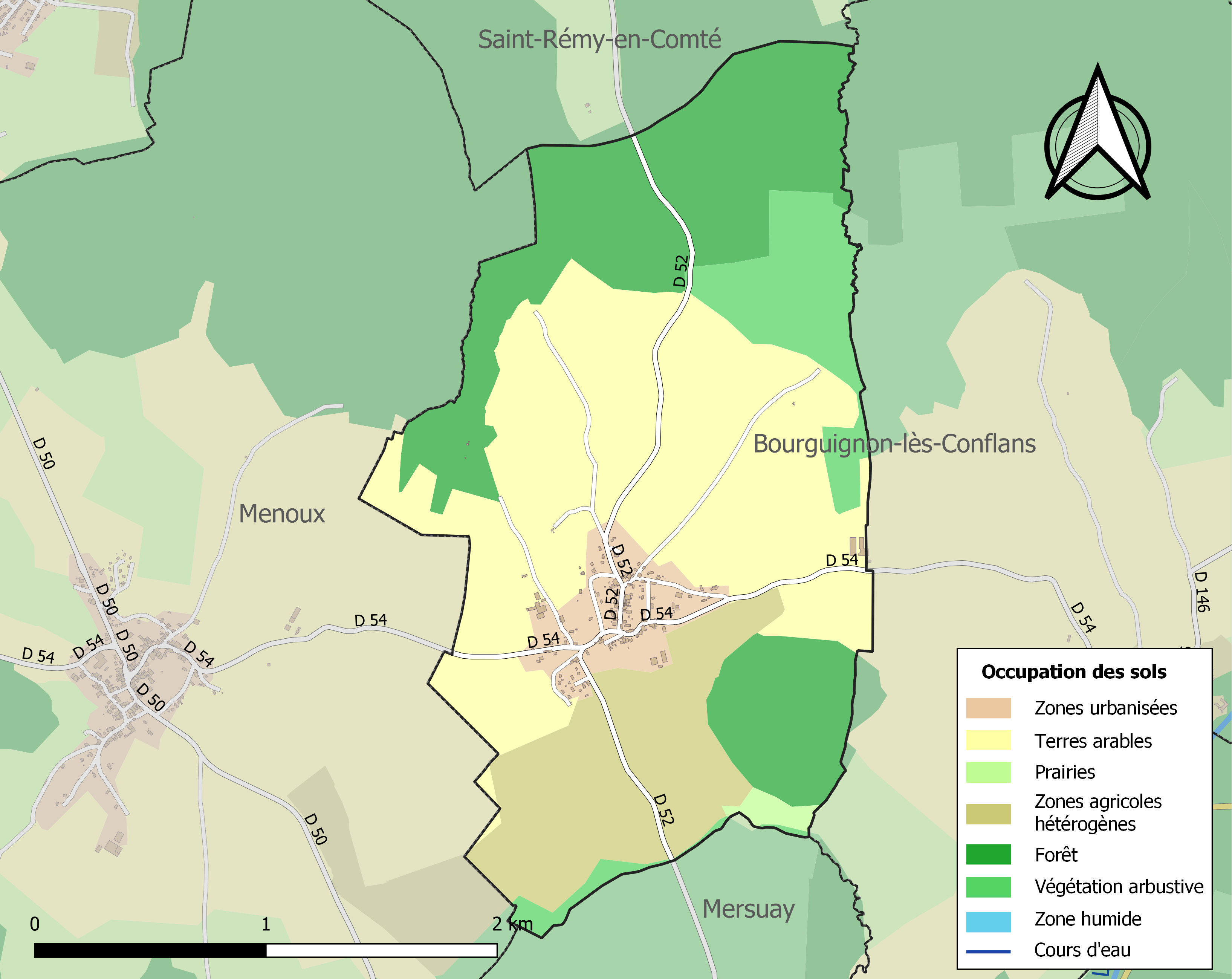
Carte des infrastructures et de l'occupation des sols de la commune en 2018 (CLC).

## Histoire
La construction de matériel agricole, une scierie, des négociants divers, une entreprise de terrassement et des producteurs de fruits ont, tour à tour, contribué à sa notoriété. La commune, après rénovation de sa mairie, s'est dotée de cinq nouveaux logements locatifs, d'une salle des fêtes moderne et d'un réseau câblé audiovisuel en partenariat avec Menoux, sa voisine, distribuant ainsi les vingt-sept chaînes numériques gratuites, quatre chaines suisses ainsi que huit autres chaines, toutes en numérique (dont un canal d'informations locales). Depuis peu[Quand ?], elle s'est dotée d'une station moderne de traitement de l'eau pour sa consommation avec Bourguignon-lès-Conflans et Menoux.
À présent, certains semblent y rechercher un havre de paix dans un cadre avant tout rural où le carillon des cloches, récemment modernisées invite aussi les jeunes couples à venir s'installer. Un nouveau lotissement comprend onze maisons et six nouveaux pavillons individuels. Cette extension du village permettra d'augmenter la population d'une quarantaine d'habitants.

## Politique et administration

### Rattachements administratifs et électoraux
Cubry-lès-Faverney fait partie de l'arrondissement de Lure du département de la Haute-Saône, en région Bourgogne-Franche-Comté. Pour l'élection des députés, elle dépend de la deuxième circonscription de la Haute-Saône.
La commune faisait partie depuis 1801 du canton de Vauvillers. Dans le cadre du redécoupage cantonal de 2014 en France, la commune fait désormais partie du canton de Port-sur-Saône.

### Intercommunalité
La commune était membre de la communauté de communes de la Saône jolie, créée en 1992.
L'article 35 de la loi n° 2010-1563 du 16 décembre 2010 « de réforme des collectivités territoriales » prévoyant d'achever et de rationaliser le dispositif intercommunal en France, et notamment d'intégrer la quasi-totalité des communes françaises dans des EPCI à fiscalité propre, dont la population soit normalement supérieure à 5 000 habitants, les communautés de communes : 
- Agir ensemble ;  
- de la Saône jolie ; 
- des six villages ; 
et les communes isolées de Bourguignon-lès-Conflans, Breurey-lès-Faverney et Vilory ont été regroupées pour former le 1er janvier 2014 la communauté de communes Terres de Saône, dont est désormais membre la commune.

### Liste des maires

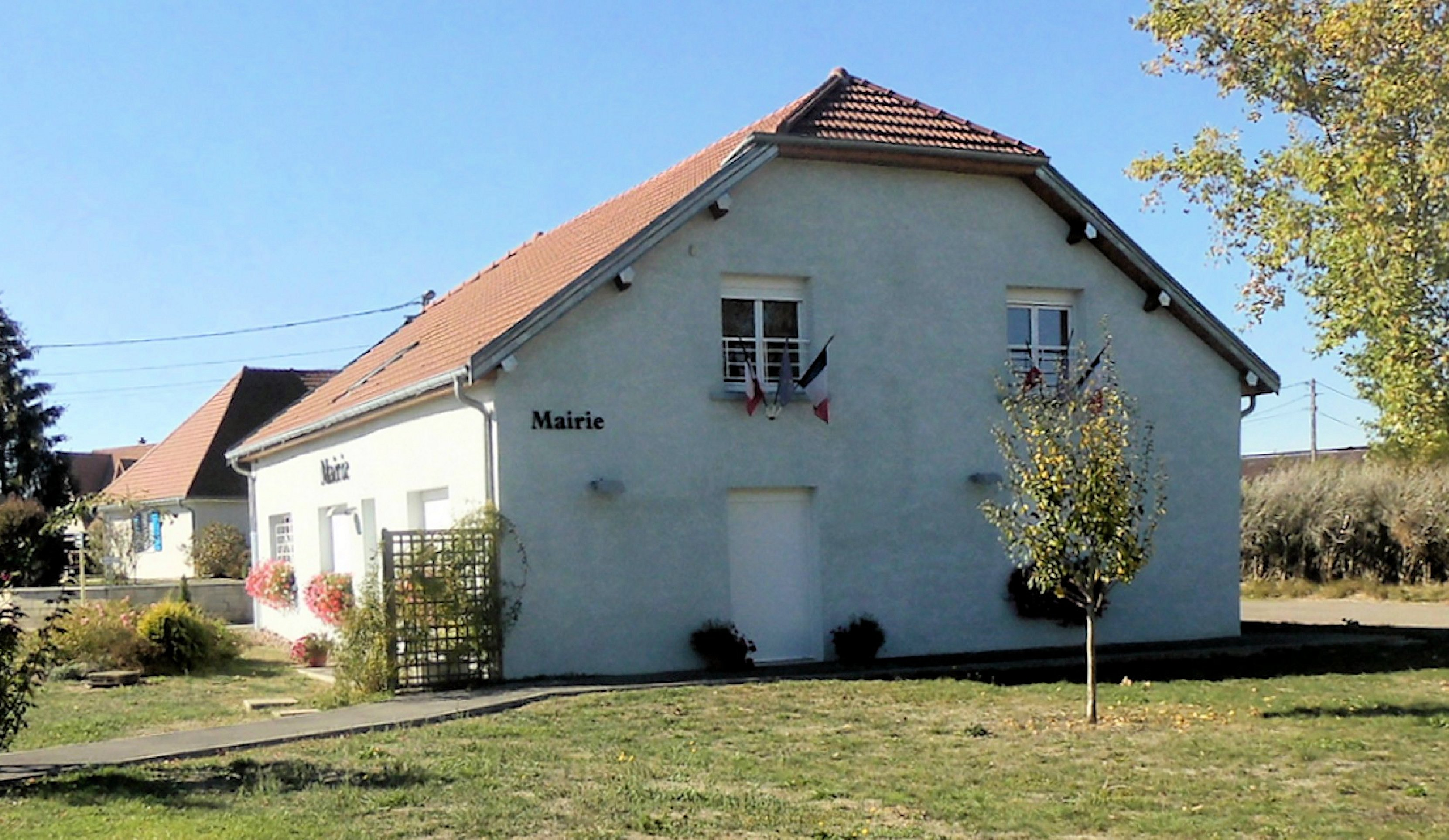
La mairie.

| Période   | Période                        | Identité               | Étiquette | Qualité                        |
| --------- | ------------------------------ | ---------------------- | --------- | ------------------------------ |
| 1938      | 1971                           | Gaston Dénommé         |           | Forgeron                       |
| 1971      | 1995                           | Georges Philippot      |           | Agriculteur                    |
| juin 1995 | 2014                           | Philippe Aeby          |           | Employé technicien hospitalier |
| 2014      | En cours (au 8 septembre 2019) | Émilie Toulouse-Cachot |           | Employée de banque             |

## Démographie
En 2022, la commune de Cubry-lès-Faverney comptait 186 habitants. À partir du XXIe siècle, les recensements réels des communes de moins de 10 000 habitants ont lieu tous les cinq ans. Les autres « recensements » sont des estimations.
| 1793 | 1800 | 1806 | 1821 | 1831 | 1836 | 1841 | 1846 | 1851 |
| ---- | ---- | ---- | ---- | ---- | ---- | ---- | ---- | ---- |
| 220  | 217  | 207  | 253  | 287  | 285  | 270  | 343  | 345  |

| 1856 | 1861 | 1866 | 1872 | 1876 | 1881 | 1886 | 1891 | 1896 |
| ---- | ---- | ---- | ---- | ---- | ---- | ---- | ---- | ---- |
| 343  | 309  | 263  | 232  | 228  | 230  | 218  | 199  | 192  |

| 1901 | 1906 | 1911 | 1921 | 1926 | 1931 | 1936 | 1946 | 1954 |
| ---- | ---- | ---- | ---- | ---- | ---- | ---- | ---- | ---- |
| 190  | 186  | 177  | 168  | 149  | 131  | 119  | 122  | 104  |

| 1962 | 1968 | 1975 | 1982 | 1990 | 1999 | 2004 | 2006 | 2009 |
| ---- | ---- | ---- | ---- | ---- | ---- | ---- | ---- | ---- |
| 107  | 115  | 121  | 128  | 131  | 114  | 103  | 97   | 124  |

| 2014 | 2019 | 2022 | - | - | - | - | - | - |
| ---- | ---- | ---- | - | - | - | - | - | - |
| 167  | 181  | 186  | - | - | - | - | - | - |

## Culture locale et patrimoine

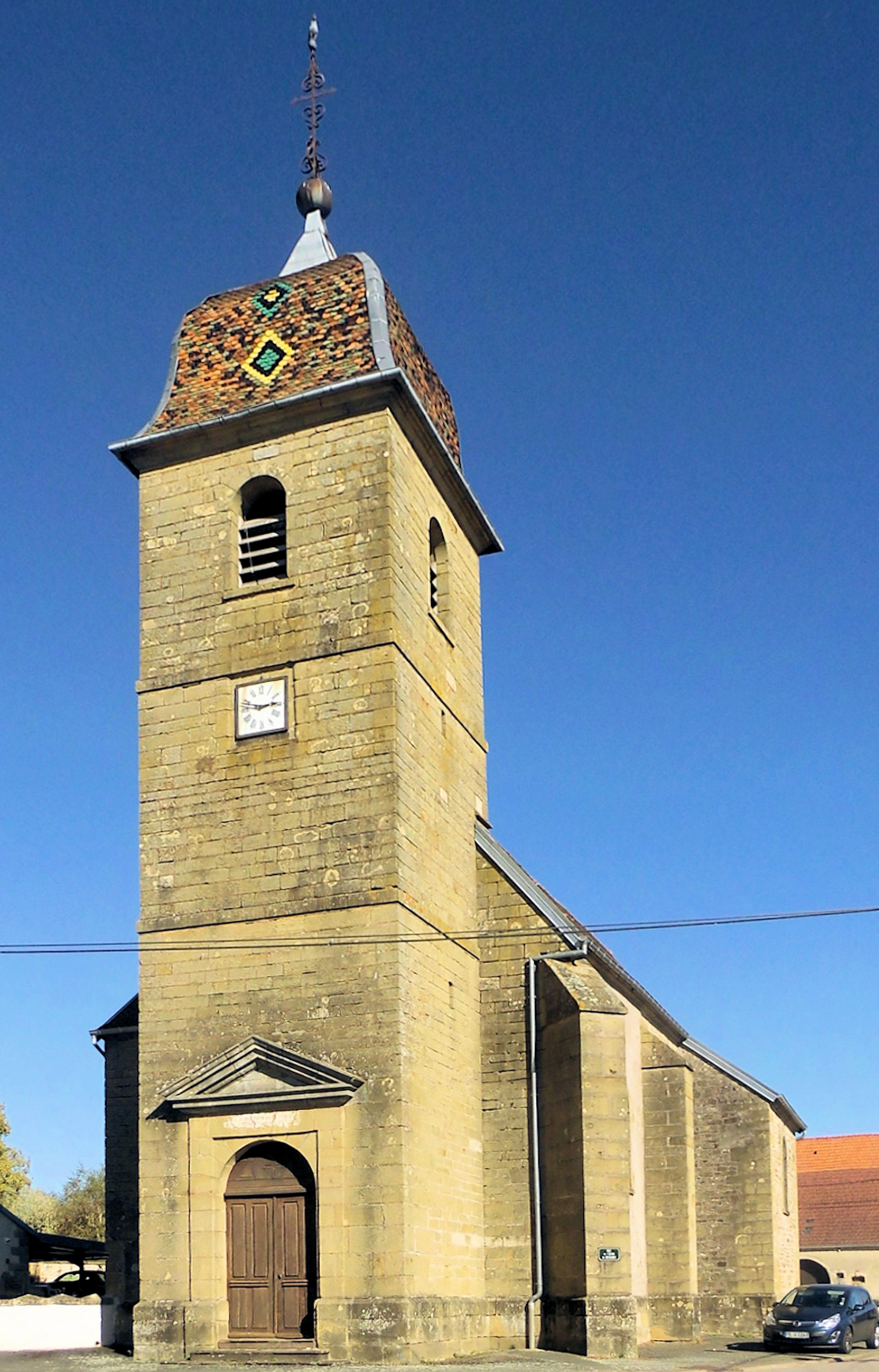
L'église de la Nativité-de-Saint-Jean-Baptiste à Cubry-lès-Faverney.

### Lieux et monuments
L'église : Elle a été reconstruite en 1773, et baptisée « de la Nativité-et-Saint-Jean-Baptiste ». Son clocher carré à toit bulbeux, est en bon état. Elle possède une cloche en bronze sur laquelle est écrit « En l'an 1773, nous avons été bénite par M. Jean-Baptiste Millot, prêtre, curé de ce pays et nommée Marie par dom en Dieu Ambroise Mareschal d'Audeux, abbé régulier, seigneur de l'abbaye Notre-Dame de Faverney, cubry, Baulay, etc. ». Elle peut être visitée, voir les « Retables franc-comtois ».

### Personnalités liées à la commune
Une dynastie d’artisans, les « Dénommé », créateurs et fabricants de charrues
« Depuis plus de cent ans, de père en fils au service de la charrue » telle est la prestation réalisée par une famille du village qui s'illustre depuis plus d'un siècle dans la fabrication artisanale d'une charrue renommée. En 1976, le petit-fils poursuit l'œuvre entreprise par son ascendant au siècle dernier. C'est en effet, vers 1870, que le grand-père M. Ernest Dénommé, mettait au point la fabrication d'une charrue à traction animale en deux versions : ordinaire et « à crémaillère », axe en bois et versoir en acier. Très vite, elle fut adoptée par les agriculteurs.
En 1905, le fils, Armand Dénommé, prenait la relève de la fabrication avec ses deux frères, Maurice et Charles. Chacun des trois avait un secteur de vente bien déterminé. Dans ses notes sur l'histoire de Cubry-lès-Faverney, publiées en 1913, l'abbé Moltoni signale la production de la charrue « La Comtoise », exploitée par les trois frères Dénommé, constructeurs et marchands de machines agricoles, fils de Ernest Dénommé, fondateur de la fabrication. 
Le petit-fils lui, Gaston Dénommé, prit l'affaire en main en 1927 et durant plus de cinquante années apporta de nombreux perfectionnements au prototype réalisé par son grand-père.
La charrue, fixe cette fois, fut réalisée entièrement en acier. Tant que dura la traction animale, Gaston Dénommé ne l'équipa que de deux socs au maximum. Avec l'apparition des tracteurs l'ingénieux artisan produit un autre type d'instrument : la charrue portée « trois points », à deux, trois et même quatre socs, remarquable par se conception. Gaston Dénommé en expédia jusqu’en Algérie.
Des récompenses ont par ailleurs récompensé la qualité du produit issu de la forge. Lors d’un concours consacré aux artisans, Gaston Dénommé décrocha la médaille d’argent. Il fut fait chevalier du Mérite agricole à l’époque ou M. Pisani détenait le portefeuille de l'agriculture. À en croire le proverbe qui affirme que la moisson vient plus du labour que du champ, M. Gaston Dénommé a dû être à l'origine de belles et nombreuses récoltes au cours de son demi-siècle de travail et de recherche. Gaston Dénommé a occupé le poste de premier magistrat de la commune de 1938 à 1971 et on lui a décerné, à ce titre, la médaille d'honneur départementale et communale d'argent en 1955 et de vermeil en 1970.
Ambroise François Mareschal d'Audeux
Né le 10 décembre 1700 à Besançon.
Bénédictin, il est prieur de Luxueil en 1741. Puis nommé coadjuteur de l'abbaye de Faverney le 1er octobre 1741
Son prédécesseur, Dom Jérôme Coquelin obtient du roi, la nomination de Dom Ambroise Mareschal d'Audeux à la tête de l'abbaye.
D'une grande piété et d'un naturel très humble, il dirigea pendant 12 années l'abbaye, lui permettant d'accomplir au mieux ses missions de charité.
Il meurt à Besançon le 22 décembre 1777.
Dans le clocher de Faverney (70) reste un souvenir de cet abbé, puisque c'est là qu'est conservée la grosse cloche de Saint-Bénigne sur laquelle est gravé « Je m'appelle Barbe. L'an 1776 j'ai été bénie par M. Millerot curé de cette ville, et nommée Barbe par Dom Ambroise Mareschal d'Audeux, dernier abbé de Faverney ».

### Héraldique
|  | Les armes de la commune se blasonnent ainsi : Écartelé au 1) de sinople au chevron alésé d’or soutenu d’un sanglier du même défendu d’argent, au 2) d’argent à la gerbe de gueules liée d’azur, au 3) d’argent au chêne arraché de sinople englanté de pourpre, au 4) de sinople alésé d’or soutenu d’une vache accolée et clarinée du même. |